# St Mary on the Rock Episcopal Church

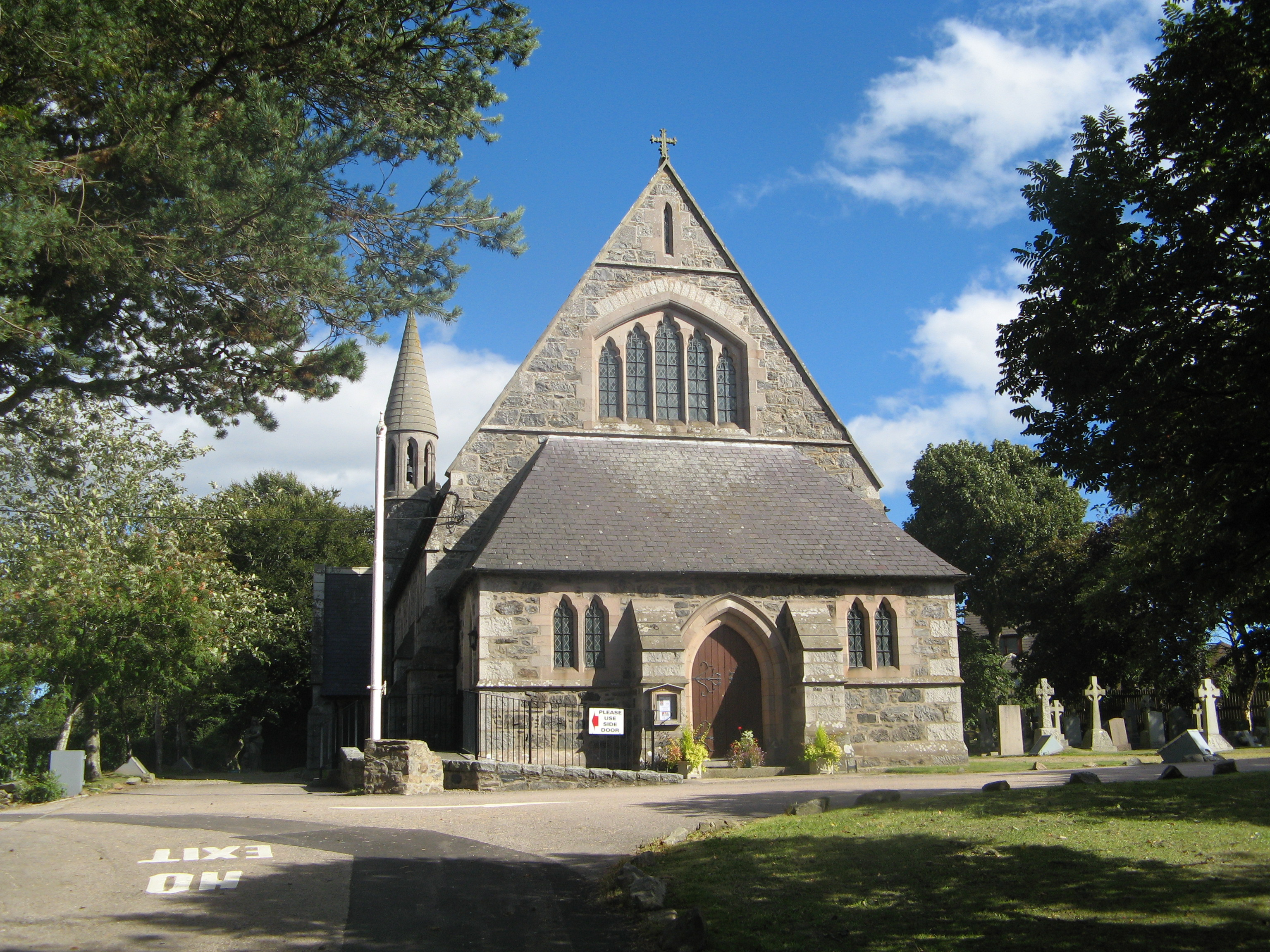
St Mary on the Rock Episcopal Church

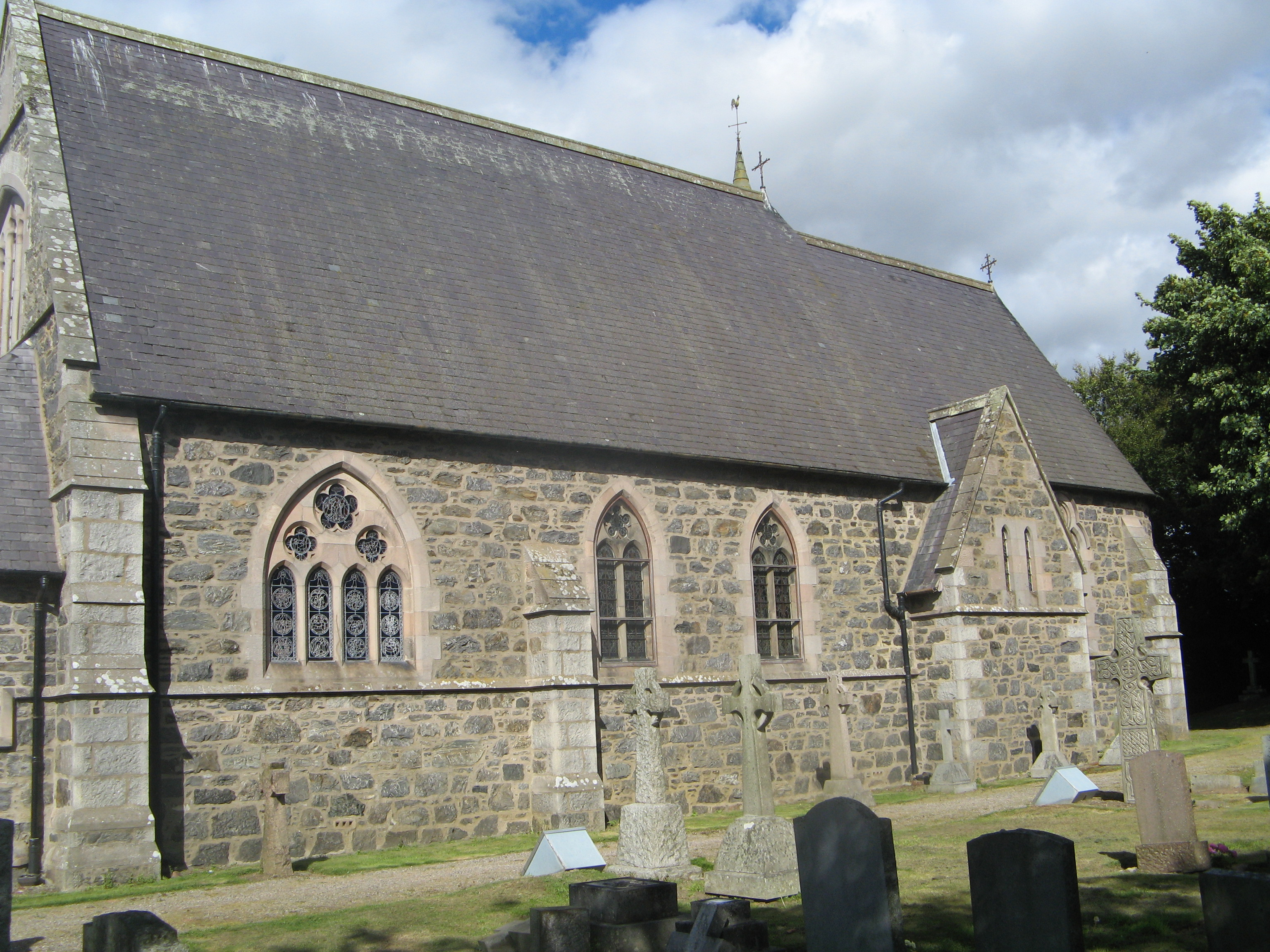
Seitenansicht

Die St Mary on the Rock Episcopal Church ist ein episkopalkirchliches Kirchengebäude der Scottish Episcopal Church in der schottischen Ortschaft Ellon in der Council Area Aberdeenshire. 1971 wurde das Bauwerk in die schottischen Denkmallisten in der höchsten Denkmalkategorie A aufgenommen.

## Geschichte
Die Geschichte der Kirchengemeinde reicht über 900 Jahre zurück. Zu Zeiten der Verfolgung der Anhänger der Episkopalkirche im Zuge der Jakobitenaufstände wurden Messen in verschiedenen geheimen Verstecken abgehalten. Im Jahre 1816 wurde eine kleine Episkopalkirche in Ellon eröffnet. Der Bau der heutigen St Mary on the Rock Episcopal Church wurde 1870 begonnen. Am 23. Juni des Folgejahres wurde sie eröffnet und schließlich am 8. September 1875 konsekriert.
Für den Entwurf zeichnet der englische Architekt George Edmund Street verantwortlich. Street wurde 1867 mit der Überarbeitung der Bibliothek des nahegelegenen Dunecht House betraut. Von 1870 bis zur Fertigstellung im folgenden Jahr überwachte Street die Arbeiten an der Kirche. Zusammen mit dem parallel verlaufenden Bau der Kirche St John’s Episcopal Church sollte es eine der wenigen Arbeiten Streets in Schottland bleiben.

## Beschreibung
Die St Mary on the Rock Episcopal Church steht im Süden von Ellon nahe dem rechten Ufer des Ythan. Ihr Äußeres ist angelehnt an die mittelalterliche Pfarrkirche Ellons, die 1776 abgetragen wurde.
Das Mauerwerk des 31 m langen, neogotischen Kirchenbaus besteht aus dunklem Granit mit abgesetzten hellen Natursteineinfassungen. An der westlichen Eingangsseite ist ein Narthex mit Walmdach vorgelagert. In die darüberliegende Giebelfläche ist ein Maßwerk mit gedrücktem Spitzbogen aus fünf Lanzettfenstern eingelassen. Entlang der Seitenfassaden der einschiffigen Saalkirche sind Maßwerke aus Lanzettfenstern eingelassen. An das Langhaus schließt sich der Chor mit abgekanteter Apsis an. An der Südseite tritt der Orgelraum, an der Nordseite die Sakristei heraus. Am Übergang zwischen Langhaus und Chor ragt ein schlanker Glockenturm auf. Er verjüngt sich elegant von einem quadratischen Grundriss zu einem oktogonalen und schließlich zu einer aufsitzenden Trommel mit abschließendem Kegeldach.